# Ebi (Iraanse zanger)
Ebrahim Hamedi, bekend onder zijn artiestennaam Ebi, is een Iraanse zanger die zijn carrière eerst begon in Teheran en Karaj, waar hij bekendheid verwierf als onderdeel van een band en later als soloartiest. Hij verhuisde in 1977, twee jaar vóór de revolutie van 1979 in Iran, naar Los Angeles en zette zijn carrière voort in ballingschap. In de afgelopen 50 jaar heeft Ebi bijna 200 singles en meer dan 30 albums uitgebracht.
- Gemeinsame Normdatei: 1218023007
- International Standard Name Identifier: 0000 0004 0651 0992
- Library of Congress Control Number: no00059796
- MusicBrainz: a499bc6f-4add-4aba-aa02-51a55574df76
- Virtual International Authority File: 66017409